# 劉和謙
劉和謙（1926年8月28日—2023年12月14日），中華民國海軍一級上將，生於安徽省合肥市，畢業於海軍官校36年班、美國海軍PG學院、美國海軍大學，年輕時曾撰寫《海軍救國論》因而聞名，曾任總統府戰略顧問、參謀總長、海軍總司令、國防部聯訓部主任。亦先後受四位中華民國總統（李登輝、陳水扁、馬英九、蔡英文）聘任為總統府戰略顧問，並曾獲頒軍人最高榮譽青天白日勳章。

## 生平

### 早年生平
- 1926年，出生於安徽省合肥縣。
- 1938年，因第二次世界大戰入貴州避難。並於省立遵義師範附中就讀。
- 1941年11月26日，國文考題作文“海軍救國論”考入中華民國海軍軍官學校。
- 1947年，海軍軍官學校畢業。

### 軍職生涯
- 1948年，獲選派赴美國接收太和號驅逐艦，任鎗炮員。[2]
- 1949年，參與上海戰役。
- 1950年代先後任情報官、作戰官、艦隊通信官、總統府侍衛室侍衛官、大和艦副長、永寧艦艦長、作戰組組長。
- 1958年1月27日任永寧艦艦長時，永寧艦在綠島北部中寮遇颱風觸礁擱淺而報廢。
- 1960年－1967年，轉任海軍情報工作，先後任海軍艦隊指揮部作戰處長，中华民国国防部情報處副處長，海軍總司令部辦公室副主任，特別助理。
- 1967年，調任會稽軍艦艦長。
- 1969年，任海軍指揮參謀大學總教官。
- 1970年－1983年，歷任海軍驅逐巡防部隊副指揮官、海軍勤務艦隊艦隊長、海军總司令部作戰署署長、海軍總司令部副參謀長、國防部計畫參謀次長室次長、海軍艦隊司令部司令、海軍總司令部副總司令。
- 1983年，負責監督及管理從荷蘭購買兩艘劍龍級潛艦的計劃，為台灣發展水下嚇阻戰力。[3]
- 1983年5月6日，時任中華民國總統兼中國國民黨主席蔣經國函電宋美齡：

「軍隊人事為國家興替根本海軍總司令鄒堅已任職七年擬即改任為副參謀總長並以其副總司令劉和謙繼任海軍職務」

### 海軍總司令
1983年5月，劉和謙升任海軍總司令。任內致力海軍潛艦軍事部署、維持臺灣海峽兩岸武力平衡，並獲登入中華民國潛艦名人榜。1988年6月調任國防部聯合作戰訓練部主任。
劉和謙海軍總司令任內正值郝柏村任參謀總長時期，1986年5月陳燊齡出任空軍總司令後，郝即有意一統三軍，然而其中海軍最難控制。所以郝積極培植葉昌桐、夏甸二位軍事將領，希望透過葉、夏二人控制海軍。在葉昌桐出任副總參謀總長後不久，郝有意指派夏甸由計畫次長任內，回任海軍艦隊司令。然而遭劉和謙基於傳統考量，決定以與夏甸同期的歐陽位先行出任艦隊司令；而夏暫時出任海軍參謀長。劉和謙的人事安排經蔣經國首肯，等於否決郝柏村派令，使郝頗感不快。:77-78
歐陽位任滿後，劉立即呈報夏甸出任艦隊司令，不料夏以「不願接受同期同學遺缺」為由，拒絕出任艦隊司令。於是郝提報夏甸升任海軍副總司令，然而劉和謙以「體制不符」為由力拒夏甸任海軍副總司令，得罪了郝柏村。夏甸事件後不久，劉提報的人事晉升案，郝一件都不批，最後迫使劉向蔣經國陳述，經蔣出面干預。而在二代艦更新計畫中，郝希望由參謀本部主導，但劉基於風險考慮，於海軍總部成立「艦管室」由海軍處理，犯了郝的大忌。:79-80
蔣經國逝世後，發生陸戰隊司令黃端先涉嫌貪汙案，遭人向監察院檢舉。郝柏村強迫劉和謙將黃調任海軍副司令，遭劉以額滿拒絕。海軍總部官員不經意將郝的意圖洩漏，引發軒然大波。在陸戰隊司令繼任人選方面，郝屬意由陸軍八軍團副司令宋子璉出任；劉堅持由海軍中將陸戰隊副司令馬履綏，最終在輿論報導下，郝為示大公，同意馬履綏升任陸戰隊司令。然而劉和謙爭取陸戰隊重回海軍手中，引起郝柏村撤換劉和謙，並不依軍事慣例調任副參謀總長兼執行官，而是調為聯合作戰訓練部主任，形同貶調。:80-81
事後有軍事首長認為郝柏村調任劉和謙為聯訓部主任，與郝調任蔣仲苓為副參謀總長兼執行官案，相提並論為郝的失策。如果劉升為副參謀總長兼執行官，則劉、蔣必定當選1988年7月召開的國民黨十三全會中央委員，在二年後主流派、非主流派的二月政爭間，劉、蔣理應支持郝柏村，如劉、蔣有「倒戈」紀錄，則李登輝絕不會重用劉、蔣二人。然而因為郝一意孤行將劉貶至聯訓部，提名時又沒提名劉任國民黨中央委員，最終劉自行參選，獲選為候補中央委員，反而使劉於二年後政爭期間，因無投票資格，得以不用表態度過仕途危機。:80-82
1989年，劉和謙以半退休狀態，任總統府戰略顧問。

### 參謀總長
1991年11月20日，劉和謙應時任總統兼國民黨主席李登輝之邀請，膺任參謀總長，並晉升海軍一級上將。李登輝拔擢半退休的劉和謙，而非由海軍總司令葉昌桐出任參謀總長。外界有謂這是因二月政爭中，葉昌桐有倒戈紀錄；反而劉和謙非國民黨中央委員，無從表態，而成為李登輝制郝的活棋。:8159李登輝卸任後在回憶錄則表示，李對葉昌桐的能力毫無意見，但是海軍內部有人反映，葉昌桐對於海軍的發展，與實際指揮作戰階層有嚴重脫節，由於葉長年追隨郝柏村，在大陸軍主義影響下，其建軍思想始終不敢提出突破性的構想，李登輝因此有所猶疑。反而劉和謙雖形同退休，卻一直未停頓現代戰略的研究，至於劉與郝關係不善，不是李登輝考慮的重點，要緊的是軍中戰略應該多元化，不能一言堂。:96-97
1995年6月，劉和謙自參謀總長卸任，並獲頒青天白日勳章，並再度回任總統府戰略顧問直到逝世。
2023年12月14日，劉和謙上將凌晨於臺北市內湖區三軍總醫院去世，享耆壽97歲，國防部將協助家屬治喪。2024年1月23日，於臺北市立第一殯儀館舉行公祭，總統蔡英文親赴致祭並頒贈褒揚令，儀式後安葬於汐止五指山國軍示範公墓。

## 荣誉

### 中华民国勋章奖章
- 青天白日勋章（1995年6月29日于台北总统府颁授[9]）

### 褒揚令

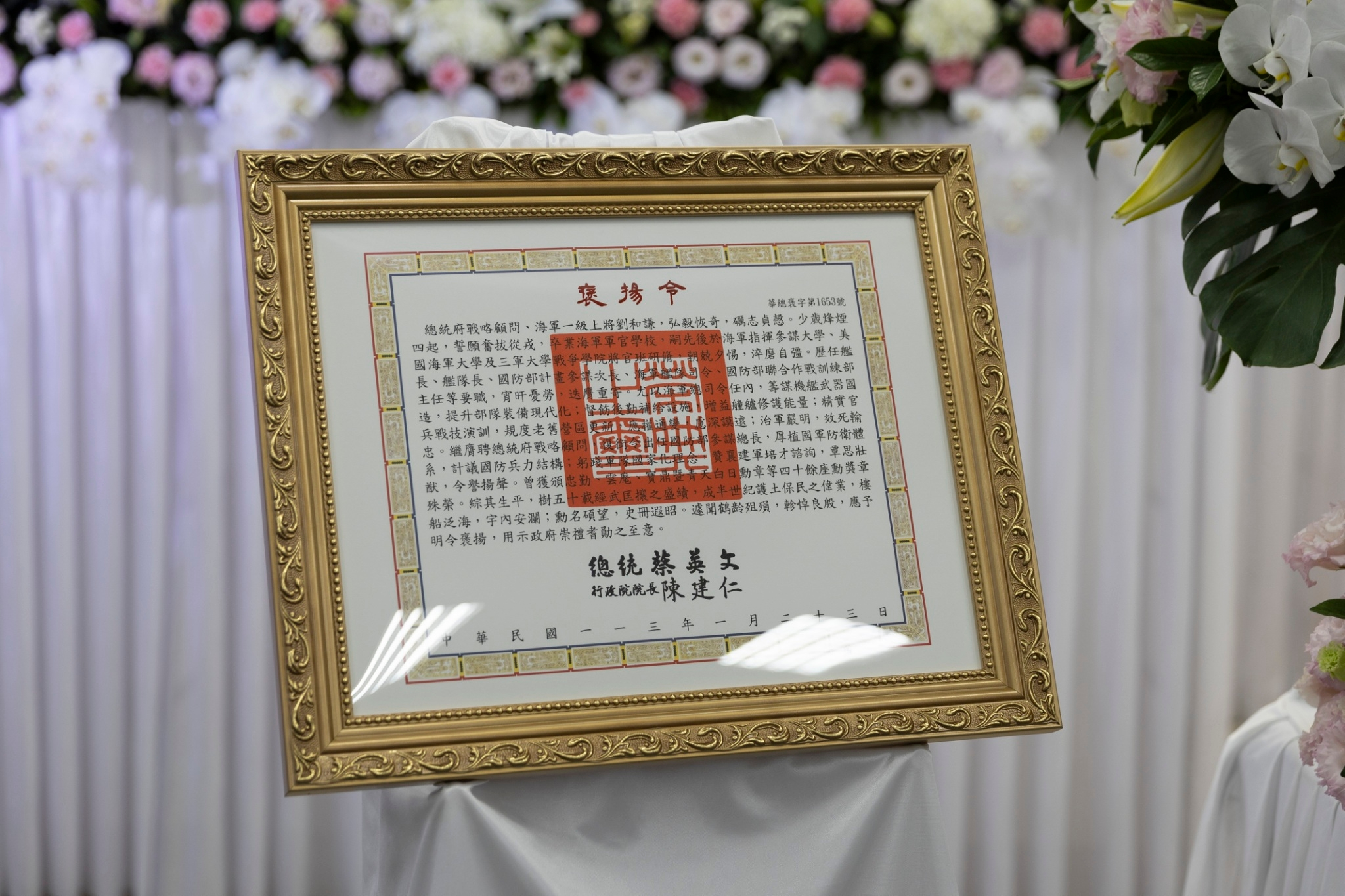
總統府戰略顧問、海軍一級上將劉和謙褒揚令

總統府戰略顧問、海軍一級上將劉和謙，弘毅恢奇，礪志貞愨。少歲烽煙四起，誓願奮拔從戎，卒業海軍軍官學校，嗣先後於海軍指揮參謀大學、美國海軍大學及三軍大學戰爭學院將官班研脩，朝兢夕惕，淬磨自彊。歷任艦長、艦隊長、國防部計畫參謀次長、海軍艦隊司令、國防部聯合作戰訓練部主任等要職，宵旰憂勞，迭膺重寄。尤以海軍總司令任內，籌謀機艦武器國造，提升部隊裝備現代化；督飭後勤補給設施，增益艟艫修護能量；精實官兵戰技演訓，規度老舊營區更新，應權通變，慮深謨遠；治軍嚴明，效死輸忠。繼膺聘總統府戰略顧問，復銜令出任國防部參謀總長，厚植國軍防衛體系，計議國防兵力結構；躬踐軍隊國家化理念，贊襄建軍培才諮詢，覃思壯猷，令譽揚聲。曾獲頒忠勤、雲麾、寶鼎暨青天白日勳章等四十餘座勳獎章殊榮。綜其生平，樹五十載經武匡攘之盛績，成半世紀護土保民之偉業，樓船泛海，宇內安瀾；勳名碩望，史冊遐昭。遽聞鶴齡殂殞，軫悼良殷，應予明令褒揚，用示政府崇禮耆勛之至意。

總　　　統　蔡英文　　　　

行政院院長　陳建仁　　　　